# Tomoe Shinohara
Pour les articles homonymes, voir Shinohara.
Tomoe Shinohara (篠原ともえ, Shinohara Tomoe), née le 29 mars 1979 à Ōme, est une chanteuse et actrice japonaise. Elle commence à sortir des disques en 1995, à apparaitre comme animatrice dans des émissions de télévision en 1996, et à tourner comme actrice en 1997. Elle est apparue depuis dans une dizaine de films et une quinzaine de drama. Elle a aussi fait du doublage, et a participé à plusieurs groupes musicaux.

## Discographie

### Singles
- Chime (1995)
- Yaruki Sensation (1996)
- Kurukuru Miracle (1996)
- Ultra Relax (1997)
- Marumouke (1997)
- Kokoro no Usagi (1997)
- Kiminchi (1999)
- HAPPY POINT (1999)
- au Audio (2000)
- I wanna say to... (2000)
- Aso Fever (2005)
- Sakura no Sakumade (2011)

### Albums
- Supermodel (スーパー・モデル?) (1996)
- MEGAPHONE SPEAKS (1998)
- BLUE (1998)
- DREAM&MACHINE (1999)
- DEEP SOUND CHANNEL (1999)
- VIRGIN DRINKS REMIX (2001)
- Supermodel 15th Anniversary Edition (2010)
- -:*Better*:- (2012)
- -:*Oh Yes Say Lala*:- (2012)
- Tomoe Shinohara ☆ALL TIME BEST☆ (2017)

## Filmographie
- 1997 : Deborah ga Raibaru de Masako Matsuura[1]
- 1999 : Himitsu de Yōjirō Takita
- 2001 : Godzilla, Mothra and King Ghidorah: Giant Monsters All-Out Attack de Shusuke Kaneko et Makoto Kamiya
- 2002 : Ghiblies Episode 2 (voix) de Yoshiyuki Momose
- 2002 : Koi ni Utaeba de Shusuke Kaneko
- 2004 : Godzilla: Final Wars de Ryuhei Kitamura
- 2005 : Irasshaimase Kanja-sama de Takahito Hara
- 2007 : Chorus-tai: Kanojotachi no Kiseki de Kenji Seki
- 2009 : Yamagata Scream de Naoto Takenaka
- 2010 : Exhalation (Sakerareru Koto) d'Edmund Yeo
- 2012 : Stray Cat Girl (Neko to Densha) de Shiho Kōzai
- 2014 : Princess Jellyfish (Kurage-hime) de Taisuke Kawamura